# Чирчео (национальный парк)
Чирчео (итал. Parco nazionale del Circeo) — национальный парк, расположенный на мысе Чирчео на берегу Тирренского моря в Лацио, Италия, недалеко от Сан-Феличе-Чирчео.

## История
Национальный парк Чирчео был организован в 1934 году по приказу премьер-министра Бенито Муссолини, с целью сохранить остатки Понтинских болот (в 1930 году сам Муссолини начал на территории болот проект по осушению и мелиорации местности).
В 1939 году в одном из гротов Чирчео командой итальянских палеонтологов, во главе с Альбертом Карлом Бланом (итал. Alberto Carlo Blanc), был обнаружен прекрасно сохранившийся череп неандертальца, сходный по строению и размерам с найденным в гроте Ла-Шапель-о-Сен (Франция, 1908 год). Череп был обложен камнями и открыто лежал на поверхности отложений в боковом углублении пещеры. Перелом в правой части черепа указывает на насильственную смерть. При этом его основание черепа было широко открыто и значительная часть большого затылочного отверстия (foramen magnum) разрушена. На полу пещеры также были найдены черепа и кости лошадей, быков, оленей, кабанов, гиен, слонов и других животных. Там же были найдены орудия, характерные для мустьерской культуры. Найденный череп неандертальца по состоянию на 2019 год находится в музее Пигорини.

## Структура и территории
Парк, общая площадь территории которого составляет 85 км², включает в себя прибрежную полосу у городов Анцио и Террачина, сектор лесного массива у Сан-Феличе-Чирчео и остров Дзанноне. В связи с этим Чирчео разделяют на пять условных зон:
- Лес (итал. La Selva di Circe). Так называемый последний реликт сельвы Террачина (итал. Selva di Terracina), является самой крупной лесной долиной в Италии (3300 га)[7].
- Мыс или горы Монте-Чирчео (итал. Promontorio del Circeo, лат. Mons Circeius, англ. Monte Circeo, Cape Circeo), давшие название всему парку[8].
- Прибрежные дюны (итал. La Duna Litoranea) — 22 километра песчаного берега[9].
- Болота (итал. Le Zone Umide), включают в себя четыре прибрежных солёных озера (Paola, Caprolace, Monaci и Fogliano), последнее, что осталось от Понтийских болот[10], на территории которых проживает множество видов птиц[11].
- Остров Дзанноне (итал. L'Isola di Zannone) входит в состав архипелага Понцианских островов, он был включён в состав парка в 1979 году[12]. Дзанноне необитаем и является единственным островом архипелага, сохранившим первоначальный растительный покров[13].

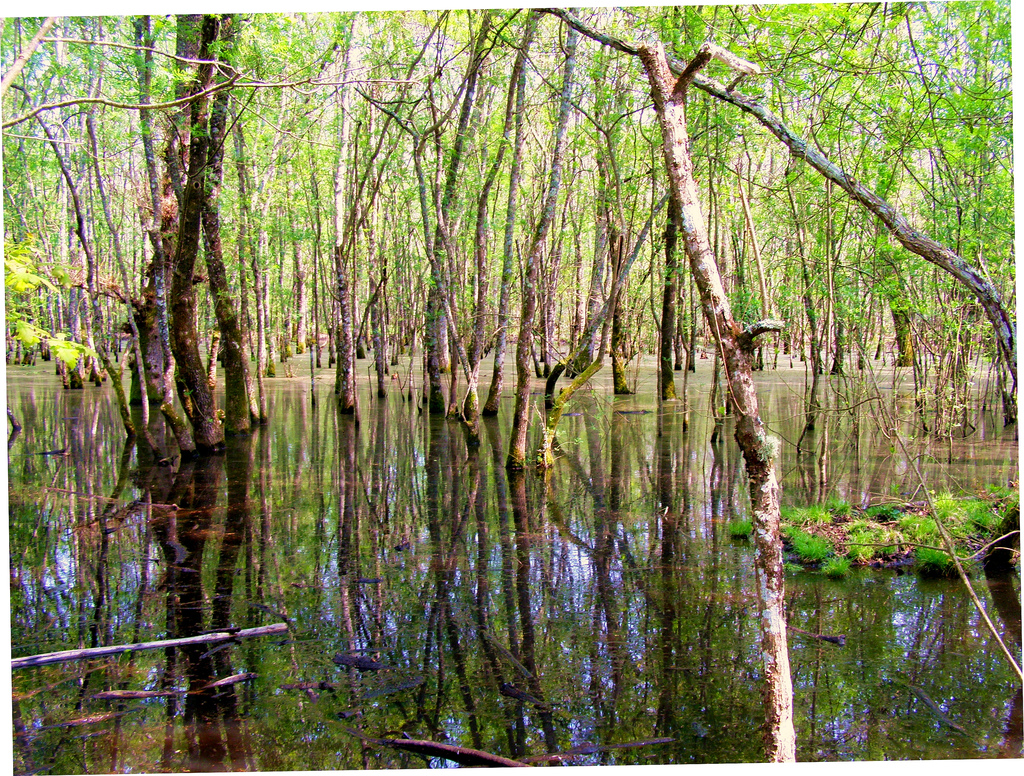
Типичные осенние разливы в лесной зоне Чирчео
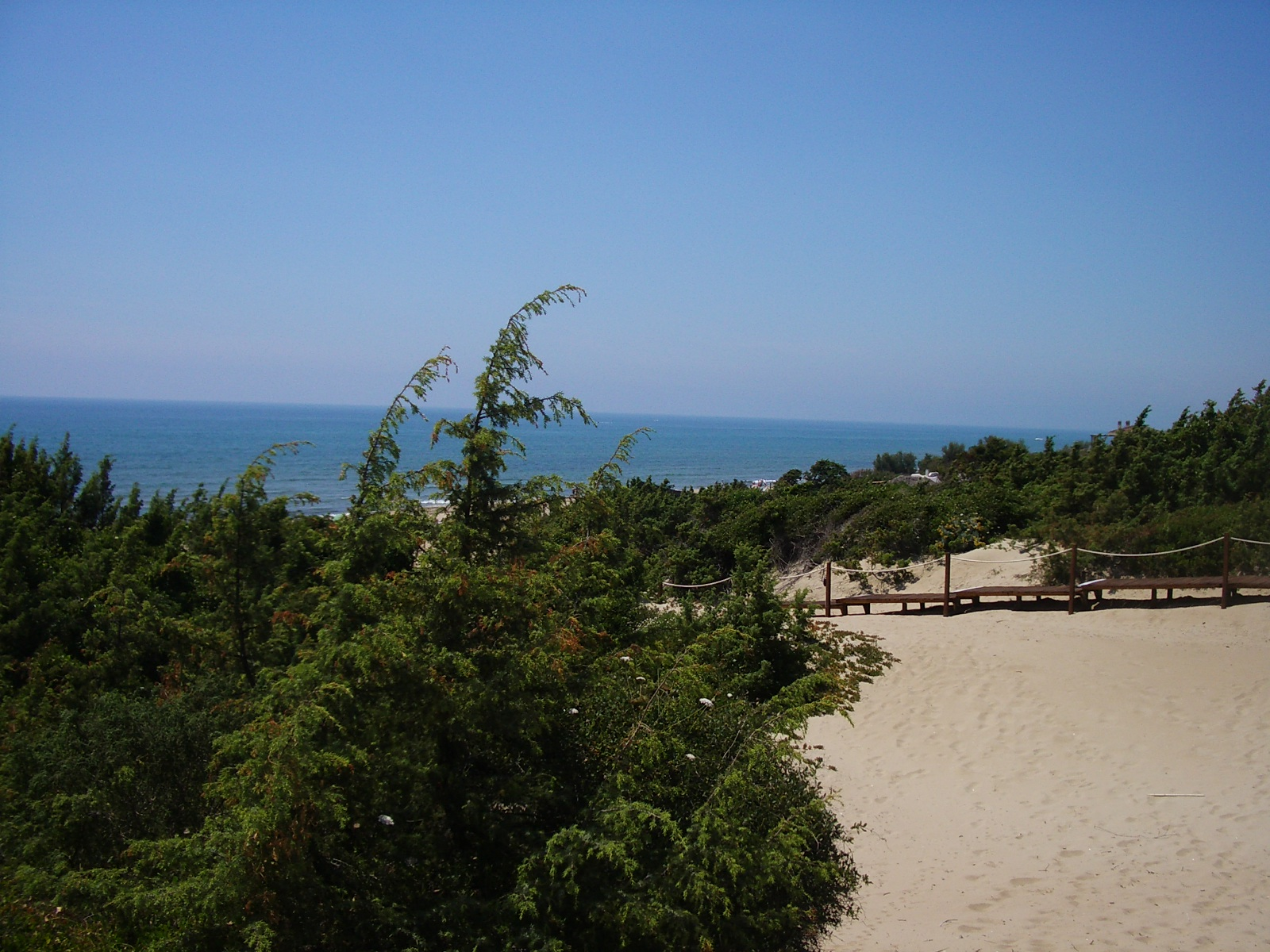
Дюны Чирчео